# Хлорид золота(I)
Хлори́д зо́лота(I) (монохлори́д зо́лота) — бинарное неорганическое химическое соединение золота с хлором. Жёлтые кристаллы.

## Получение
Хлорид золота(I) получается путём термического разложения хлорида золота(III):
{\displaystyle {\mathsf {AuCl_{3}\longrightarrow AuCl+Cl_{2}}}}
При температуре от 150 до 250 °C золото и хлор реагируют, образовывая хлорид золота(I):
{\displaystyle {\mathsf {2Au+Cl_{2}{\xrightarrow {150-250^{o}C}}2AuCl}}}
Также его можно получить, проделав следующие реакции:
{\displaystyle {\mathsf {H[AuCl_{4}]{\xrightarrow {156-205^{o}C}}AuCl+HCl+Cl_{2}}}}

## Свойства
Под действием тепла и влаги хлорид золота(I) разлагается:
{\displaystyle {\mathsf {3AuCl\longrightarrow 2Au+AuCl_{3}}}}
Реагирует с водой: 
{\displaystyle {\mathsf {3AuCl+H_{2}O\longrightarrow 2Au+H[Au(OH)Cl_{3}]}}}
Чтобы получить металлическое золото из монохлорида золота, нужно проделать следующую реакцию:
{\displaystyle {\mathsf {3AuCl+4KBr\longrightarrow KAuBr_{4}+2Au+3KCl}}}

## Меры предосторожности
Монохлорид золота раздражает кожу и глаза, повреждает ткани почек и сокращает количество белых кровяных телец. При прикосновении промыть пораженный участок водой с мылом в течение 15 минут.